# 藤舎貴生
藤舎 貴生（とうしゃ きしょう、1970年12月13日 - ）は、京都市出身の歌舞伎音楽、日本舞踊、長唄等の横笛（能管、篠笛）の演奏家、作曲家、プロデューサー。
東京芸術大学音楽学部邦楽科卒業。古典演奏をはじめ、林英哲・村治佳織・DJKENTARO・清塚信也　EXILE・宇佐美吉啓ら他ジャンルとの共演も多い。活動は演奏のみでなく作曲、プロデュースも行う。代表作は第54回日本レコード大賞企画賞受賞作品、CD「幸魂奇魂」古事記より作詞松本隆。東京コレクション斉藤上太郎コレクション音楽を担当するなど多岐にわたる。第48回ベストドレッサー賞受賞。

## 人物 経歴
1970年、二世中村寿鶴を祖父、藤舎呂悦を父に京都市に出生。1974年、囃子を5世藤舎呂船（藤舎流宗家藤舎せい子）に手ほどきを受け5歳にて締太鼓「五郎」にて初舞台。1978年、マリンバを山本毅に師事。1983年、笛を人間国宝藤舎名生に師事 長唄を人間国宝今藤政太郎に師事。 後に笛を藤舎貴生 囃子を藤舎清祐 長唄今藤政芳の名を許される。1985年ごろより学業の傍ら横笛の演奏活動、修行を始める。1988年、東京芸術大学邦楽科（囃子打物専攻）入学 大学在学中は3代目市川猿之助（現市川猿翁）スーパー歌舞伎「オグリ」「八犬伝」のレコーディングに参加。横笛、5世中村勘九郎（十八世中村勘三郎）の鏡獅子、船弁慶を締太鼓で出演。1994年、池坊文化学院講師となり後、同院特任教授となる。その頃より主に日本舞踊の作曲をはじめ作詞家松本隆との「静」を東京国立劇場にて発表し作曲活動を本格的に行う。NHK大河ドラマ「花の乱の演奏出演。同じく2007年、「風林火山」のヒロイン柴本幸の横笛指導、笛作曲演奏。2012年、口語体による三味線音楽「幸魂奇魂」古事記より作詞松本隆、朗読7代目市川染五郎現10代目松本幸四郎、若村麻由美にて第54回日本レコード大賞企画賞受賞、

## 受賞履歴
- 第54回日本レコード大賞企画賞
- 第48回ベストドレッサー賞（学術・文化部門）

## 主な出演
- 1982年NHKテレビ「邦楽百選」
- NHK-FMラジオ「邦楽ジョッキー」パーソナリティ市川染五郎・中村壱太郎トーク出演
- NHKテレビ「芸能花舞台」
- TBSラジオ「大沢裕理のゆうゆうワイド」
- 大阪国立文楽劇場「明日をになう新進の舞踊・邦楽鑑賞会」
- TBSラジオ有馬隼人とらじおと山瀬まみと
- NHK大河ドラマ「花の乱」
- NHK大河ドラマ「風林火山」横笛指導
- 「愛知万博」 愛・地球博「日本館イベント」
- 花方「星逢いの宴、第一章 スパイラルホール 八嶋智人 岩下尚史他
- 市川猿之助スーパー歌舞伎「オグリ」「八犬伝」レコーディング
- JT主催宮本文昭プロデュース JTアートホール室内楽シリーズ ゲスト出演
- 京都顔見世 六世中村歌右衛門「隅田川」南座 五世中村富十郎「勧進帳」歌舞伎座、
- EXILE　USAと京都清水寺にて共演
- 市川染五郎ラスベガス歌舞伎公演レコーディング
- シアターコクーン「写楽考」主演堤真一
- BS11KBS京都京都夜桜生中継2019　ゲスト常盤貴子、松本隆、藤舎貴生

## 主な作品・プロデュース公演
- 口語体による三味線音楽 CD「幸魂奇魂」古事記より 作詞松本隆 朗読市川染五郎（現松本幸四郎） 若村麻由美
- 大阪城天守閣「豊国おどり」作曲 ～産経新聞委嘱作品
- 「静」作詞松本隆
- 「未来創伝」公演 出演4代目市川猿之助 若村麻由美 桂米團治 (5代目) 尾上菊之丞 茂山逸平
- 邦楽オラトリオ「幸魂奇魂」 紀尾井大ホール
- 松本隆の世界「風のコトダマ」ビルボードライヴ東京　松本隆　若村麻由美　村治佳織
- 2018年「風のコトダマⅡ」松本隆（作詞家）、若村麻由美（女優）、清塚信也（ピアニスト）、ビルボードライヴ東京・京都コンサートホール・能登演劇堂
- 東日本復興支援公演「日本の祈り」京都南座
- 若村麻由美の劇世界」能登演劇堂
- Eテレ　古典芸能を未来へ「斧琴菊旭旗」NHK委嘱作曲　出演尾上菊五郎　尾上菊之助　尾上菊之丞　他
- 公益財団法人東京都歴史文化財団アーツカウンシル主催公演
- 本物の芸に酔う「近松二題～鶴澤清治の芸」「日本振袖始　大蛇退治之段」出演